# ويليام ملفين كيلي
ويليام ملفين كيلي (بالإنجليزية: William Melvin Kelley)‏‏ (1 نوفمبر 1937 في نيويورك - 1 فبراير 2017 في مانهاتن) روائي من الولايات المتحدة.

## الجوائز
- جائزة أنسفيلد - وولف  [لغات أخرى]‏